# بازریختان
بازریختان (به لاتین: Accipitrimorphae) یک کلاد از پرندگان شکاری است که دربرگیرندهٔ راسته‌های لاشخورسانان (کرکس‌های جهان جدید) و بازسانان (پرندگان شکاری روزگرد مانند عقاب، باز، عقاب ماهی‌گیر و مرغ دبیر) است. با این حال، این گروه ممکن است یک مترادف کوچک (یا حداقل ذهنی) با بازسانان باشد. پیشنهاد مبتنی بر DNA و طبقه‌بندی‌های NACC و IOC شامل رده‌بندی کرکس‌های جهان جدید در راسته بازسانان است  اما SACC کرکس‌های جهان جدید را به‌عنوان یک راسته جداگانه لاشخورسانان رده‌بندی می‌کند،  که در اینجا پذیرفته شده‌است. محل جایگیری کرکس‌های جهان جدید از اوایل دهه ۱۹۹۰ نامشخص بوده‌است. دلیل این امر، تاریخ رده‌بندی (سیستماتیک) بحث‌برانگیز کرکس‌های جهان جدید است، زیرا تصور می‌شد که آنها بیشتر به (یا زیرخانواده‌ای از) Ciconiidae (لک‌لک‌ها) مرتبط هستند، پس از کار سیبلی و آلکویست روی مطالعات دورگه‌زایی DNA-DNA خود که در اواخر دهه ۱۹۷۰ و در سراسر دهه ۱۹۸۰ انجام شد. به نظر می‌رسد که رابطه لک‌لک-کرکس پشتیبانی نشده‌است. جدای از کاربرد Accipitrimorphae یا Accipitriformes، این پرندگان متعلق به کلاد خشکی‌مرغان هستند.
|  | دبیرمرغان Sagittariidae                                                           |
|  |                                                                                   |
|  | \| \| عقابان ماهی‌گیر Pandionidae \| \| \| \| \| \| بازان Accipitridae \| \| \| \| |
|  |                                                                                   |
|  | عقابان ماهی‌گیر Pandionidae                                                        |
|  |                                                                                   |
|  | بازان Accipitridae                                                                |
|  |                                                                                   |

|  | عقابان ماهی‌گیر Pandionidae |
|  |                            |
|  | بازان Accipitridae         |
|  |                            |

|  | دبیرمرغان Sagittariidae                                                           |
|  |                                                                                   |
|  | \| \| عقابان ماهی‌گیر Pandionidae \| \| \| \| \| \| بازان Accipitridae \| \| \| \| |
|  |                                                                                   |
|  | عقابان ماهی‌گیر Pandionidae                                                        |
|  |                                                                                   |
|  | بازان Accipitridae                                                                |
|  |                                                                                   |

|  | عقابان ماهی‌گیر Pandionidae |
|  |                            |
|  | بازان Accipitridae         |
|  |                            |

کلادنما بر اساس جارویس و همکاران (2014).